# TLR-2
Der Toll-like-Rezeptor 2 (TLR-2) ist ein Membranprotein, das ein Bestandteil des angeborenen Immunsystems der Chordatiere ist. Der Rezeptor sitzt auf der Oberfläche von Leukozyten und Zellen der Lunge und Leber. Er kann körperfremde Stoffe, insbesondere Bestandteile der Zellwand von Bakterien erkennen und entsprechende Signale an die Zelle weiterleiten. Mutationen im TLR-2-Gen des Menschen können Anfälligkeit für Lepra- oder Tuberkulose-Infektionen hervorrufen.
Der hier besprochene TLR-2 ist Mitglied einer großen Familie homologer Toll-ähnlicher Rezeptoren (TLRs, toll-like receptors).

## Vorkommen
TLR-2 wird auf Monozyten, Makrophagen, dendritischen Zellen, B-Zellen und T-Zellen einschließlich Treg exprimiert. Teilweise geschieht dies als Heterodimer (kombiniertes Molekül) mit z. B. TLR-1 oder TLR-6. TLR-2 ist ebenfalls in den Epithelien der Luftröhre zu finden.

## Wirkungsweise
TLR-2 erkennt als an der Oberfläche orientierter Membranrezeptor Oberflächenmoleküle mehrerer Bakterienarten, insbesondere der Lepra-, Tuberkulose- und Lyme-Krankheits-Erreger. In vielen Fällen führt die Bindung dieser Moleküle dazu, dass die Produktion mancher Zytokine und Enzyme erhöht wird. Da diese Erreger aber in der Lage sind, die spontane zelleigene Immunabwehr über die präsentierten Zellwandmoleküle zu beeinflussen, ist ein konsistentes Bild der von TLR-2 normalerweise ausgehenden Signale nach wie vor unklar. Ein Agonist des TLR-2 ist Zymosan, das in Hefen eine Polysaccharidkomponente der Zellwände ist. Das synthetische, di- und triacylierte Lipoprotein Pam2CSK4-Motiv ist ebenfalls ein TLR-2-Agonist.